# Марвін Голодарвін

«Марвін Голодарвін» (англ. Starvin 'Marvin, в іншому перекладі «Голодний Марвін») - дев'ятий епізод серіалу «Південний Парк», його прем'єра відбулася 19 листопада 1997 року. Незважаючи на те, що він є дев'ятим епізодом першого сезону серіалу, хронологічно він вийшов восьмим. Це перший в серіалі епізод, приурочений до Дня подяки.

## Сюжет
Напередодні Дня подяки четверо друзів збираються вдома у Картмана і дивляться спецвипуск телешоу Терренса і Філліпа. Випуск переривається рекламою, де телеведуча Саллі Стразерс просить надсилати пожертви на користь голодуючих дітей Африки. Ерік знущається над цим, але, почувши, що можна отримати в подарунок спортивний годинник, діти телефонують.
На наступний день в школі містер Гаррісон оголошує консервний збір - діти повинні принести банки з якимись консервами, які в День подяки будуть роздані біднякам (включаючи сім'ю Кенні). Раптово на клас нападає зграя лютих індичок і все розносить.
Після закінчення уроків діти мчать додому за спортивними годинними, але замість цього до них несподівано приїжджає маленький ефіоп (діти називають його «ефіропом» і роблять висновок з однієї з його фраз на особливому клацальній мові, що його звати Марвін - Марвін Голодарвін, як уточнює Ерік ). Марвін дуже подобається хлопцям, і вони вирішують залишити його собі.
Доктор Альфонс Мефесто приходить в офіс мера і намагається сказати про те, що генетично модифіковані індички, яких він створив, нападають на місто, але мер з помічниками сміються над ним. Тим часом індички починають нападати на людей. Діти показують Марвіна в класі, але містер Гаррісон говорить, що тримати вдома ефіопа неправильно, і пише донесення в спеціальну службу. Коли працівники спецслужби приходять в будинок Картмена, щоб забрати Марвіна, той сидить на дивані і дивиться телевізор; вони запитують, чи не бачив він виснаженого ефіопа. Марвін вказує на Картмана, і того відвозять в Ефіопію. Однак ніхто не бачить різниці: Ліенн спілкується з Марвіном, як з Еріком, він вивчає кілька характерних для Картмана фраз і значно більше, ніж Картмен подобається Стену, Кайлу і Кенні.
У День подяки жителі міста збираються на площі. Проходить роздача їжі біднякам (за словами помічника мера, «за принципом лототрону»), в ході якої Кенні видобуває банку стручкової квасолі. Несподівано людей починають атакувати індички. Серед натовпу поширюється паніка. Мер кричить в істериці.
Виснажений Картмен мучиться без їжі середефіопів, які геть його не розуміють. Після тривалої подорожі по пустелі він раптово виявляє будівлю, наповнену коробками з їжею. Господинею їжі виявляється Саллі Стразерс. Картмен пропонує їй поділитися з ним їжею, але та відмовляє. Ерік повідомляє про це ефіопам.
В Південному Парку починається бій з індичками. Шеф, одягнений і розфарбований як Вільям Воллес з «Хороброго серця» вимовляє натхненну промову, яка переконує жителів міста відкинути страх і не шкодуючи своїх життів вступити в битву з птахами. Починається загальне побоїще (навіть Айк відриває одному птахові голову), в ході якого гине Кенні. Нарешті, люди беруть верх. Тим часом співробітники спецслужб повертаються в місто за Марвіном - вони нарешті знайшли помилку. Але юний ефіоп вже і сам бажає повернутися на батьківщину.
В останніх кадрах епізоду Марвін повертається в Африку. З літака вивантажують загиблих в Південному Парку індичок. Родичі Марвіна радіють. На задньому плані Саллі Стразерс прив'язана до рожна. Сім'я загиблого Кенні дякує Господу, який послав їм на вечерю Дня Подяки банку стручкової квасолі.

## Смерть Кенні
Кенні помирає під час битви з індичками - ті накидаються на нього і виривають очі. Коли Стен вимовляє мораль, на задньому плані видно, як з очниці Кенні вилазить щур і тікає.

## Персонажі
У цьому епізоді вперше з'являються:
Марвін Голодарвін
Стюарт Маккормік
місіс Маккормік
Кевін Маккормік
У класі сидять (зліва направо): Венді; Бібі; Клайд; Піп; Картман; токен; Кевін; Кайл; Дог Пу; Кенні; Стен; Енні; Берта.

## Пародії
Діалог Картмана і Венді про бідних людей (що завершується фразою Еріка: «Дуже добре, ось і нехай здохнуть, щоб зменшити надлишкове населення») взято з книги Діккенса «A Christmas Carol» (Картман вимовляє репліки, що належать Скруджу). Містер Гаррісон знає про це - він каже їм: «Діти, вистачить на сьогодні Діккенса».
Одяг та мова Шефа і предводителя індичок пародіюють аналогічну сцену з фільму «Хоробре серце». Фразу з цього ж фільму пародіює висловлювання Шефа: «Кожна індичка смертна, але не кожна індичка живе по-справжньому».
Фраза Картмана «Мій Бог залишив мене» - ремінісценція на біблійну фразу Ісуса «Мій Бог, мій Бог, чому ти залишив мене?»

## Факти
Коли індички нападають на клас, в ньому можна помітити дошку із зображенням індичок або індичатини і написами «Смакота!» (Англ. Yum!). На іншій дошці - тієї, що висить за партами, - знаходиться напис «День індичатини прийшов» (англ. Turkey Day Is Coming).
Двоє закоханих, яких вбивають індички біля ставка, раніше з'являлися на задньому плані в декількох епізодах.
Кайл - єврей, але їсть некошерну їжу - шинку. У багатьох інших епізодах також можна помітити, що вся сім'я Брофловськи їсть некошерну їжу (хоча вони і досить релігійні).
Фразу «Я б півсотні баксів за такого віддав», яку Піп каже про Марвіна, він раніше говорив в епізоді «Слон займається коханням зі свинею» про вислобрюхого слоника.
У цій серії знову з'являється двічі загиблий в попередніх серіях містер Маккормік (він стоїть серед людей, які слухають Шефа). Оскільки тут же з'являється і справжній батько Кенні, мабуть, містер Маккормік таким не є. Також в натовпі людей, що виходять на битву, можна помітити людину на ім'я Джонсон, який з'являвся і перетворювався в зомбі в епізоді «Кон'юнктивіт».
Саллі Стразерс теж дивиться спецвипуск Терренса і Філліпа.
Коли індичка видирає очі Кенні, можна помітити, що вонт блакитного кольору.
Напередодні виходу епізоду агент комедійного актора Джеррі Сайнфілда подзвонив Паркеру і Стоуну з пропозицією озвучити будь-кого в новому епізоді; йому запропонували озвучити кудкудакання однією з індичок, якщо бути точніше - «індички № 29». Це нагадує те, як спеціально запрошена зірка Джордж Клуні озвучить в епізоді 104 гавкання пса. Однак агент Сайнфілда не оцінили жарти і відкинув пропозицію.